# Kappa1 Lupi
Kappa1 Lupi (κ1 Lupi, förkortad Kappa1 Lup, κ1 Lup), som är stjärnans Bayer-beteckning, är en ensam stjärna i mellersta delen av stjärnbilden Vargen. Den har en magnitud av 3,86 och är synlig för blotta ögat där ljusföroreningar ej förekommer. Baserat på parallaxmätning inom Hipparcosuppdraget på ca 18,1 mas, beräknas den befinna sig på ett avstånd av ca 180 ljusår (55 parsek) från solen. Såväl Kappa1 Lupi som dess granne Kappa2 Lupi är ingår i Hyadeströmmen, som är en rörelsegrupp med sammanfallande rörelse genom rymden med rörelserna i stjärnhopen Hyaderna.

## Egenskaper
Kappa1 Lupi är en blå till vit stjärna i huvudserien av spektralklass B9.5 Vne, där "n"-suffixet anger att spektret visar diffusa absorptionslinjer på grund av stjärnans snabba rotation, medan "e" betyder att den är en Be-stjärna som visar emissionslinjer enligt Balmer-serien. Den har en massa som är ca 2,9 gånger solens massa, en radie som är ca 2,3 gånger solens radie och avger ca 150 gånger mer energi än solen från dess fotosfär vid en effektiv temperatur på ca 11 300 K.
Kappa1 Lupi roterar snabbt med en projicerad rotationshastighet på 191 km/s. Denna rotation ger stjärnan en något tillplattad form med en ekvatorial radie som uppskattas till att vara 9 procent större än polarradien.